# Томашевський Ярема Ілліч
Яре́ма Іллі́ч Томаше́вський (* 3 грудня 1929, Стецева Івано-Франківської області) — український медик, 1974 — доктор медичних наук, в 1978–1999 роках — завідувач кафедри ендокринології Львівського медичного інституту, 1979 — професор. 2007 — заслужений професор Львівського медичного університету.

## Короткий життєпис
1953 року закінчив Львівський медичний інститут — медичний факультет.
Залишився працювати в інституті, у 1953–1955 роках — клінічний ординатор кафедри пропедевтичної терапії.
У 1955–1958 роках працює завідувачем терапевтичних відділень — Кам'янко-Бузької районної лікарні та Четвертої Львова.
В 1958–1965 роках — асистент кафедри пропедевтичної терапії, 1965–1977 — асистент, 1977–1978 — доцент кафедри терапії факультету післядипломної освіти.
1962 — кандидат медичних наук.
В 1978–1999 — завідувач кафедри ендокринології та клінічної фармакології Львівського медичного інституту, з 1999 — професор кафедри.
Вивчав:
- роль вітамінів в регуляції секреції та моторики шлунка при виразковій хворобі,
- вітамінну недостатність та її вплив на перебіг захворювань внутрішніх органів і способи коригування метаболічних порушень їх діяльності,
- проблематику епідеміології, діагностування та лікування й профілактики ендокринних захворювань, зокрема, цукрового діабету та тиреоїдної патології.

Розробив та запропонував програму ранньої діагностики та профілактики ендокринних захворювань.
Сформулював концепцію синдрому піровиноградного діабету.
Його перу належить авторство до 300 наукових і навчально-методичних праць, з них 7 монографій.
Як педагог підготував 14 кандидатів наук.
Деякі з його праць:
- 1962 — «Вплив вітаміну В1 та нікотинової кислоти на функції шлунка у хворих виразковою хворобою та хронічним гастритом» (кандидатська дисертація),
- 1973 — «Забезпеченість деякими вітамінами хворих ревматизмом», Львів (докторська дисертація),
- 1977 — «Клінічна вітамінологія», Київ, «Здоров'я», у співавторстві,
- 1992 — «Основи профілактичної діабетології», монографія, Львів, НТШ,
- 1994 — «Цикл Корі в ендокринології (тестові завдання)». Львів, НТШ, у співавторстві,
- 1996 — «Цукровий діабет» — монографія, у співавторстві, Львів, НТШ,
- 2003 — «Мітохондріальний діабет; Піровиноградний діабет; Цукровий діабет» — підручник, у співавторстві, Львів, НТШ.